# ماز جبرانی
مازیار جبرانی (به انگلیسی: Maziar “Maz” Jobrani) معروف به ماز جبرانی، بازیگر سینما و استندآپ کمدین ایرانی است.

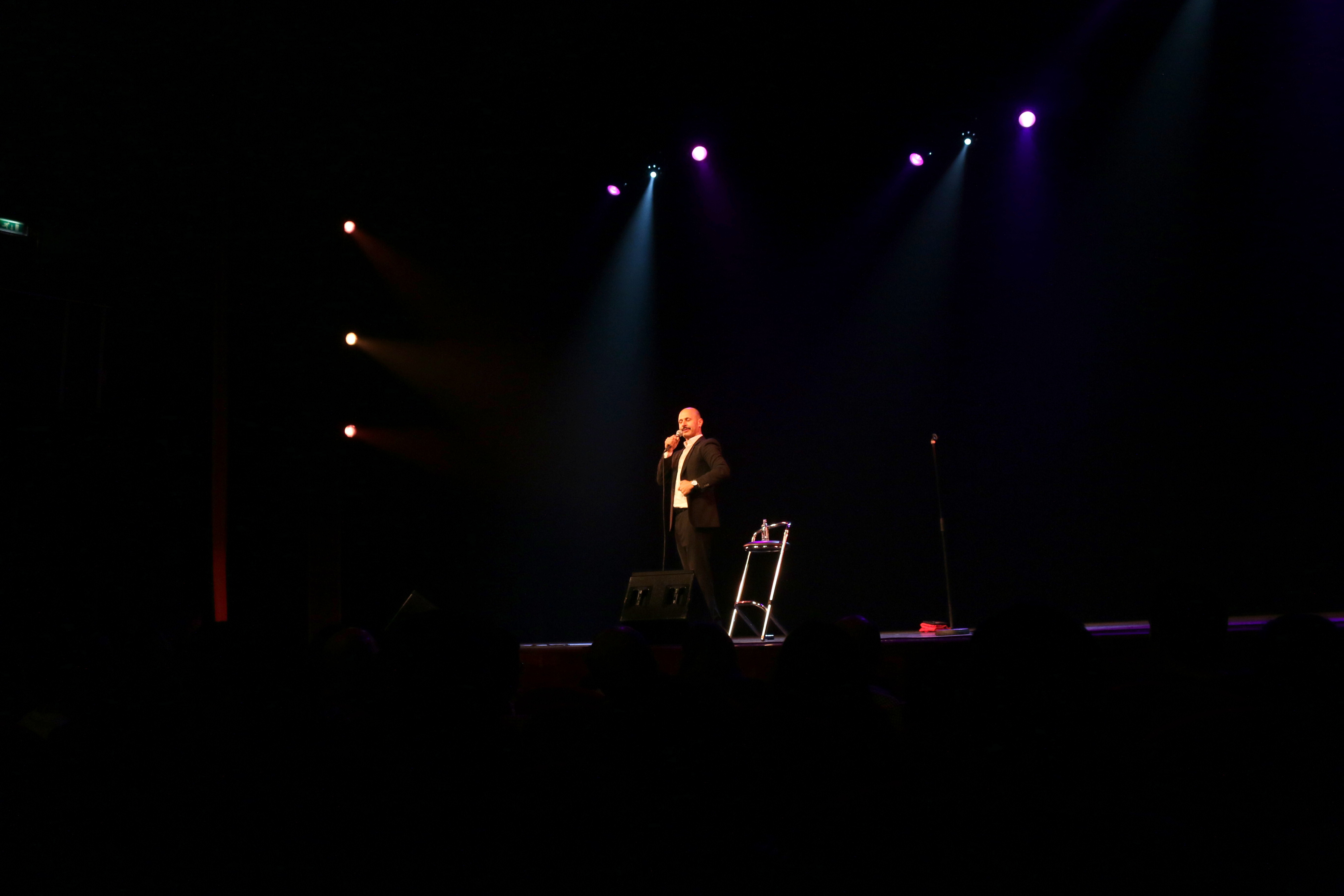
ماز جبرانی در یکی از برنامه‌هایش در آمستردام، مهٔ ۲۰۱۴

ماز جبرانی، به‌جز اجرای برنامه‌های کمدی، مانند اجرای «محور شرارت» در سال ۲۰۰۷، که تیتر آن به سخن معروفِ جرج دبلیو بوش دربارهٔ ایران، عراق و کرهٔ شمالی اشاره دارد و همچنین در تعدادی سریال و فیلم سینمایی نیز در آمریکا حضور داشته‌است. وی همچنین عضو گروه نایاک بوده‌است.

## زندگی شخصی
جبرانی در شهر تهران پایتخت ایران به دنیا آمد و خانواده او در سال ۱۹۷۸ یعنی در زمانی که مازیار ۶ سال داشت به ایالت کالیفرنیا مهاجرت کردند و کودکی خود را در شهر تیبورون در ایالت کالیفرنیا سپری کرد؛ او دوران دبیرستان خود را در دبیرستان ردوود در لارکسپور گذراند.
مازیار جبرانی تحصیلات عالی خود را در رشتهٔ علوم سیاسی و ایتالیایی در دانشگاه برکلی ادامه داد و موفق به دریافت مدرک B.A. شد؛ سپس در دورهٔ Ph.D. در دانشگاه کالیفرنیا لس آنجلس ثبت نام کرد. در همین زمان بود که تصمیم گرفت به رؤیای کودکی خود که اجرا و بازیگری در سبک کمدی بود دست پیدا کند.
وی با حضور در برنامه منوتوپلاس اظهار کرد که لقب پلنگ صورتی ایرانی به ایشان اشتباه رسانه ای بوده و فقط الهام شخصیت ایشان در یکی از فیلم‌هایشان (جیمی وست وود) می‌باشد.
در سال ۲۰۰۶، جبرانی با یک وکیل هندی-آمریکایی به نام پریتا ازدواج کرد. آنها یک پسر و یک دختر دارند و در کالیفرنیا ساکن هستند.

## آثار

### مجموعه تلویزیونی
| سال       | عنوان              | نقش | توضیحات |
| --------- | ------------------ | --- | ------- |
| ۲۰۱۱–۲۰۲۱ | بی شرم             |     |         |
| ۱۹۹۰–۲۰۱۰ | نظم و قانون        |     |         |
| ۱۹۹۹–۲۰۰۶ | بال غربی           |     |         |
|           | بدون ردپا          |     |         |
|           | پلیس کبود نیویورک  |     |         |
| ۱۹۹۴–۲۰۰۴ | بخش فوریت‌های پزشکی |     |         |
| ۲۰۰۰–۲۰۰۶ | دنیای مالکوم       |     |         |

### سینما
| سال  | عنوان                        | نقش                      | توضیحات    |
| ---- | ---------------------------- | ------------------------ | ---------- |
| ۲۰۰۰ | مریم                         | رضا                      |            |
| ۲۰۰۲ | بعد از جمعه آینده            | مولی                     |            |
| ۲۰۰۲ | سنجاقک                       |                          |            |
| ۲۰۰۵ | مترجم                        | مامور سرویس مخفی MO      |            |
| ۲۰۱۱ | داوود                        | پدر احمد                 |            |
| ۲۰۱۴ | شیرین عاشق                   | مایک                     |            |
| ۲۰۱۴ | جیمی وست‌وود: قهرمان آمریکایی | جیمی وست‌وود              |            |
| ۲۰۱۵ | فرزندان                      | علائدین جعفر             |            |
| ۲۰۱۹ | عروسی ساده                   | عمو سامان                |            |
| 2024 | خدای جنگ: خشم یک پدر         | کیلیان (شمشیرساز کریتوس) | منتشر نشده |

### استنداپ کمدی
| سال  | عنوان                                                 | توضیحات |
| ---- | ----------------------------------------------------- | ------- |
| ۲۰۰۷ | ویژه کمدی محور شیطان                                  |         |
| ۲۰۰۹ | قهوه ای و دوستانه                                     |         |
| ۲۰۱۳ | من در صلح می‌آیم                                       |         |
| ۲۰۱۵ | من یک تروریست نیستم، اما یکی را در تلویزیون بازی کردم |         |
| ۲۰۱۷ | مهاجر                                                 |         |

### کتاب
- من تروریست نیستم اما یک‌بار تو فیلمی نقشش را بازی کردم[۱۴][۱۵][۱۶]